# 2976 Lautaro
2976 Lautaro è un asteroide della fascia principale del diametro medio di circa 38,42 km. Scoperto nel 1974, presenta un'orbita caratterizzata da un semiasse maggiore pari a 3,3401787 UA e da un'eccentricità di 0,1432987, inclinata di 9,80867° rispetto all'eclittica.